# Ferenc (Ruskie Piaski)
Ferenc – część wsi Ruskie Piaski w Polsce położona w województwie lubelskim, w powiecie zamojskim, w gminie Nielisz.
W latach 1975–1998 Ferenc należał administracyjnie do województwa zamojskiego.